# 滨绥铁路
滨绥铁路，原称东清铁路东线，是西伯利亚大铁路的一部分，自黑龙江省哈尔滨市至绥芬河市，全长492公里，是中国连接俄罗斯西伯利亚铁路的一条干线，由哈尔滨铁路局管辖。目前全线哈尔滨至新香坊区间为单线电气化铁路，其余路段为复线电气化铁路，绥芬河口岸地区线路为标准轨距、宽轨距共行线。

## 历史

### 建设
滨绥铁路最初是沙俄西伯利亚大铁路的干线组成部分，由中东铁路建设局勘测设计，设计标准为：
轨距1524米（与俄国轨距相同）
最小曲线半径320米
限制坡度，山区地段不大于15‰，平缓地段不大于8‰
路基边坡1∶1.5，宽度5.55米
混砂道床，正线厚0.47米，站线厚0.43米
钢轨类型为32公斤／米
枕木配置，正线1500根／公里，站线1200根／公里
到发线有效长为503米和580米
桥梁载重为L13、L15、L20
通信线路3条、重要区段5条、哈尔滨至绥芬河直通电话线1条
信号采用臂板信号

1896年，沙皇俄国乘清政府在中日甲午战争中战败之机，诱逼清政府签定《中俄御敌互相援助条约》（即《中俄密约》）和《建造经理东省铁路公司合同》。次年乘德国占据胶州湾之机，出兵占领旅顺、大连，后又迫使清政府与之签定《旅顺大连湾租地条约》，夺取了修筑从满洲里经哈尔滨到绥芬河，再从哈尔滨到大连、旅顺的纵横跨越中国东北大铁路的筑路及其它特权。
1898年6月9日，线路从哈尔滨和俄国的乌苏里斯克（双城子）两地分别向东向西相向施工，期间由于工程占用大量土地，遭到中国农民的抵制，并发生多起勘查路基的标桩被拔，筑路工程队砍伐的木材被烧毁的事情，加之义和团在中东铁路沿线攻打俄军、拆毁铁路，迫使工程一度中断。1900年10月，铺轨工程复工，次年全线修通，11月14日开始临时营业。1903年7月14日，中东铁路全线通车。
开通运营初期，每天向海参崴方向开行两对旅客列车和一对客、货混合列车，日俄战争之后，旅客列车分为快车和慢车，但对数没有增加，列车运行速度为普通列车42.7公里/小时，快车48公里/小时。1915年7月1日起，哈尔滨至二层甸子（玉泉）间加开了避暑列车，1917年后，由于客流量的增加，全线每天开行四对旅客列车，其中3对发往绥芬河，1对发往海参崴。同年全线实行列车运行时刻表，使客车在始发、运行方面有了比较稳定的时刻。

### 复线化

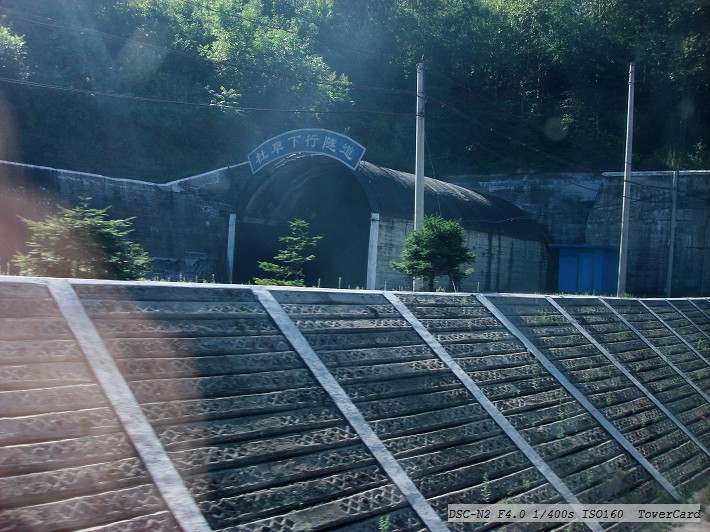
开道绕行线杜草下行隧道入口

1935年3月，满洲国购买中东铁路后，于1936年6月17日将宽轨改为准轨，轨距为1.435米；1939年起，满铁在东门至一面坡之间修建复线，同时为解决亚布洛尼—横道河子区间翻跃张广才岭段的运输限制，在既有线北侧新建开道绕行线（日語：開道廻線）。全部改为40型钢轨，1942年建成。
1945年8月，苏军进驻东北后，又将轨距改为宽轨，次年4月，苏军彻底撤出东北后，东北铁路管理总局又将宽轨改为准轨，同年，东北行政委员会决定，将香坊至亚布力间复线拆除，将拆下来的铁路器材支援东北其它铁路的恢复和建设。
中华人民共和国成立后，全线先后由中长铁路管理局和哈尔滨铁路局管辖。1958年哈尔滨至牡丹江间重新修建二线，1988年复线工程完成。
1990-2000年十年间，线路进行全面病害整治，加固道床，先后两次更换重型钢轨，至2000年，全线设计时速提升至120千米/时，年运输能力为4800万吨。1998年到2001年，中国铁路历经四次大提速，牡丹江至绥芬河、哈尔滨间旅行速度从40公里/小时提到60公里/小时。

### 电气化
2008年底，原铁道部决定对滨绥线牡丹江至绥芬河段进行扩能改造，在原有线路的基础上新建电气化二线。
2010年7月牡绥段电气化工程开工，按照国家一级、双线电气化铁路标准设计，时速目标值为每小时200公里，设计新线全长138.823公里，设7个车站，总投资106.2亿元，2015年12月28日竣工并开行旅客列车，改造后牡丹江至绥芬河间旅客列车运行单程耗时将由目前4小时缩至1小时，货物运输能力将由现在每年的1200万吨增加至每年5000万吨左右，客运能力将由现在的每年100万人次提高到每年213万人次。
2016年4月，哈牡段电气化工程开工。2018年12月25日，哈牡客运专线投入运营，牡绥段与哈牡客专正线实现贯通。同月27日，哈牡段电气化铁路开通运营，首發列車為K7196次列車，由哈尔滨铁路局牡丹江机务段的和谐3D型电力机车牽引。
2023年8月8日，受2023年中国东北洪灾影响的滨绥铁路全线恢复通车。

## 地形

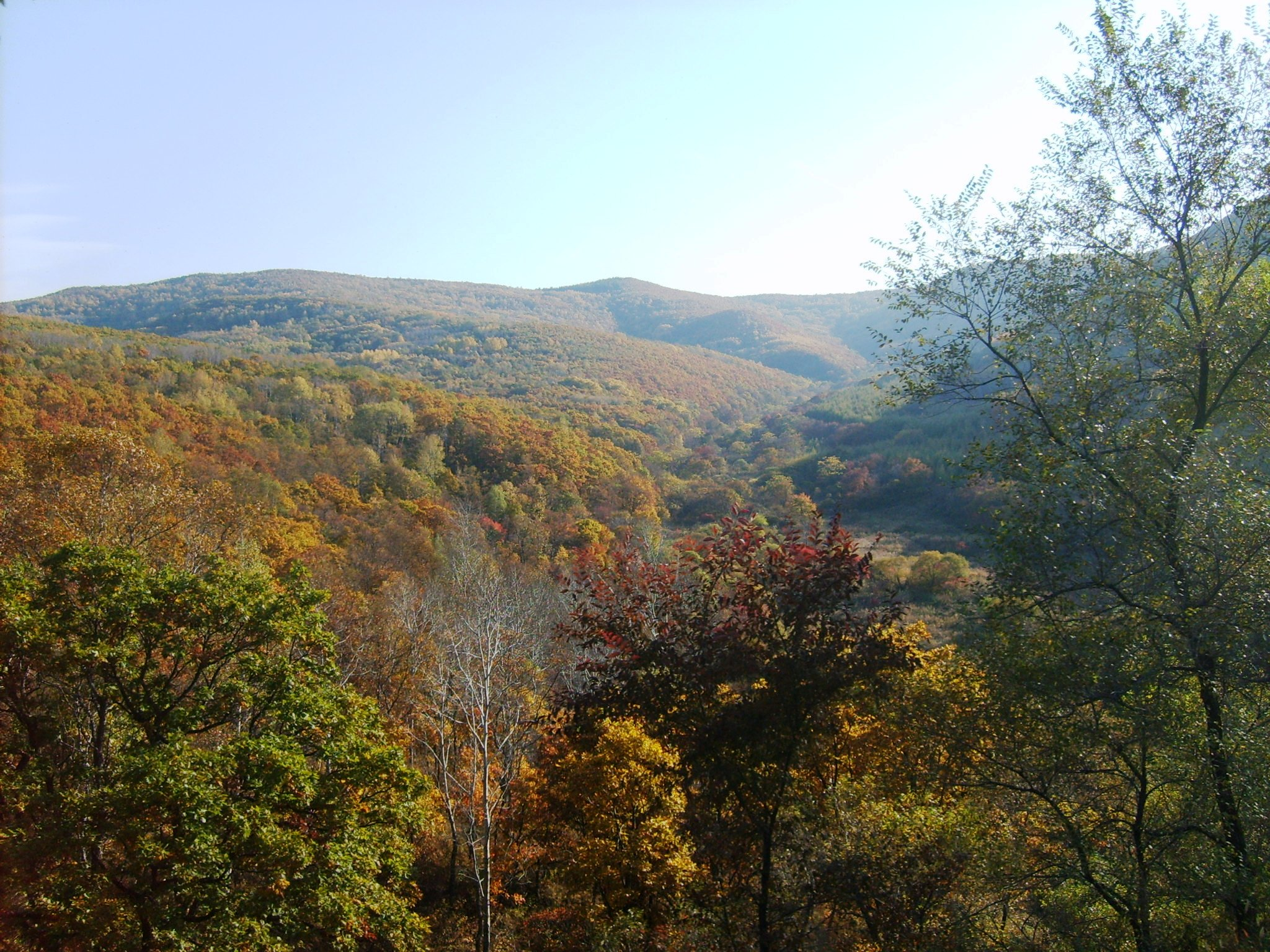
滨绥铁路沿线秋季的“五花山”风光

哈尔滨海拔127.95米，绥芬河海拔455.01米，两地海拔高差327.06米。而高岭子站海拔高达638.73米，是滨绥铁路的最高点。铁路从松嫩平原向黑龙江省东南部山区延伸，由于沙俄修筑铁路时其隧道技术还不足够发达，所以线路多盘山而行，隧道较少。
杜草隧道上行线始建于1937年；1942年建成，全长3849米，1949年之前是中国最长的铁路隧道。1949年后，为扩大滨绥线运能，铁道部决定修建杜草上行隧道。1961年4月动工，1962年停工下马。1975年5月1日重新上马施工，1978年年底竣工，全长3900米。是滨绥铁路的最长隧道。日伪时期修建的杜草下行隧道设施简陋，且阻碍大型机车运行，因此于1985年9月进行改建，1988年12月21日投入使用。

## 事故
1990年1月19日，中国境内的绥芬河站至苏联境内的散沟站之间发生颠覆事故，事故原因是列车风管未连接导致制动失灵，事故造成中国机车和11节苏联货车颠覆，其中机车与机后1-2车在苏联境内颠覆，3-11车在中国境内颠覆，解放6型3065号机车小破，货车3节中破、8节小破。

## 森林支线
除筑路权外，沙俄还获得了铁路沿线的砍木权和铺修运木支路权。自1906年起俄商先后由尚志、一面坡、苇河、九江泡、亚布力等处向外铺设了5条森林铁路支线，共146公里。在石头河子、蜜蜂，亚布力至臭松沟等地亦修有支线。
苇河森铁是保存最完好的一条线路，总长为193公里。中华人民共和国成立后，苇河森铁成为苇河林区的重要运输通道。直到2003年，为了保护当地森林生态环境，中国颁布禁伐决定，苇河森铁拆除，只保留了不到8公里长的一段线路，用于开发旅游项目。铁路拆除前也经常吸引到国内外铁路迷来此游览。

## 相交铁路
- 哈尔滨站：滨洲铁路、京哈铁路
- 尚志站：尚林铁路
- 一面坡站：一林铁路
- 九江泡站：九林铁路
- 苇河站：苇亚铁路、苇林铁路
- 新兴站：鱼池铁路
- 石头河子站：石头河子铁路
- 亚布力站：亚林铁路（楼山）、亚林铁路（锦山林场）、亚林铁路（曙光林场）、亚林铁路（宝兴林场）、臭松沟铁路
- 敖头站：火龙沟铁路
- 牡丹江站：图佳铁路
- 下城子站：城鸡铁路
- 绥阳站：绥东铁路
- 绥芬河站：出境后到海参崴与西伯利亚铁路接轨